# Nissan Terra
La Nissan Terra è un fuoristrada prodotto dalla casa automobilistica giapponese Nissan Motor dal 2018.
Presentato al pubblico all'Auto China di aprile 2018, la Terra si posiziona nel listino Nissan tra la crossover compatto X-Trail/Rogue e il SUV Patrol/Armada. La vettura sostituisce la Pathfinder di terza generazione e la Paladin in Cina. Il nome "Terra" deriva dell'omonima parola latina.
Nell'agosto 2021 ne è stata presentata una versione rivista.

## Motorizzazioni
I motori sono diversi a seconda del mercato. Il veicolo è disponibile con trazione anteriore o trazione integrale.

### Motori a benzina
| Modello | Disponibilità    | Motore  | Cilindrata (cm³) | Potenza         | Coppia Massima (Nm) | 0–100 km/h (secondi) | Velocità max (Km/h) | Consumo medio (Km/l) |
| 2.5     | Dal 2018 al 2019 | Benzina | 2488             | 135 Kw (184 CV) | 251                 | 11,7                 | K. UN.              | da 8,9 a 9,6 l super |
| 2.5     | Dal 2019         | Benzina | 2488             | 142 Kw (193 CV) | 245                 | K. UN.               | K. UN.              | da 8,9 a 9,6 l super |
| 2.5     | Dal 2020         | Benzina | 2488             | 121 Kw (165 CV) | 241                 | K. UN.               | K.UN.               | 8,8 l super          |

### Motori a gasolio
| Modello    | Disponibilità | Motore | Cilindrata (cm³) | Potenza         | Coppia Massima (Nm) | 0–100 km/h (secondi) | Velocità max (Km/h) | Consumo medio (Km/l) |
| 2.3 Diesel | Dal 2018      | Diesel | 2298             | 140 Kw (190 CV) | 450                 | K. UN.               | K. UN.              | K. UN.               |
| 2.5 Diesel | Dal 2018      | Diesel | 2488             | 140 Kw (190 CV) | 450                 | K. UN.               | K. UN.              | K. UN.               |